# Cacia cephaloides
Cacia cephaloides là một loài bọ cánh cứng trong họ Cerambycidae.